# Anna Svec
Anna Svec (* 1992 in Wien) ist eine österreichische Politikerin. Bei der Landtags- und Gemeinderatswahl in Wien 2020 war sie Spitzenkandidatin der Partei LINKS. 

## Biographie
Anna Svec wurde 1992 in Wien geboren. Sie studiert Rechtswissenschaften an der Universität Wien und arbeitet als Rechtsberaterin im Bereich der Arbeitnehmervertretung. In ihrer Jugend begann sie, bei der Sozialistischen Jugend Österreich politisch aktiv zu werden, legte ihre Mitgliedschaft dort jedoch zurück. Später engagierte sie sich im Refugee Protest Camp Vienna. Bei der Nationalratswahl in Österreich 2017 kandidierte sie für das linke Wahlbündnis KPÖ Plus auf dem sechsten Listenplatz der Wiener Landesliste.
Im Jänner 2020 wurde sie als eine der drei Vorsitzenden des neuen Wiener Parteienbündnis LINKS gewählt, mit dem verhindert werden soll, dass Gruppierungen am linken Rand des politischen Spektrums gegeneinander antreten. Der Partei gelang die Zulassung zur Wiener Landtags- und Gemeinderatswahl 2020, Anna Svec wurde zur Spitzenkandidatin gekürt, Wahlziel war der Einzug als „linke Opposition“ in den Gemeinderat. Die Partei erreichte nicht den für den Einzug in den Gemeinderat notwendigen Anteil von fünf Prozent der Wählerstimmen. Jedoch errang LINKS 23 Mandate in 15 Bezirksräten. Anna Svec zog aber in keinen davon ein, sondern werde laut Auskunft des Pressesprechers der Partei eine „tragende Rolle für die Zukunft der Partei spielen.“ Sie war in den folgen Jahren eine von zwei Sprecherinnen sowie Mitglied des neunköpfigen Koordinationsteams der basisdemokratisch organisierten Partei.